# Catwalk 30+
Catwalk 30+ ist eine Styling-, Fashion- und Modelshow bei TLC Deutschland. Moderatorin der Sendung ist das Model Jana Ina Zarrella. Diese Sendung gibt Models bzw. Frauen über 30 die Möglichkeit, zu modeln. Nach Typberatung, Umstyling bzw. Fotoshootings sind auch Modelaufträge zu ergattern.
Bei Catwalk 30+ sind Alter, Größe und Kleidungsgröße nicht relevant. Es geht um die wahre innere Schönheit. In jeder Folge kämpfen jeweils drei Models um den Sieg. Für den Sieg muss man Hindernisse bzw. Aufgaben bewältigen.

## Rezeption
Spiegel Online kritisiert: „Backen, Blondieren, Brautmode – der neue Frauen-Sender TLC zelebriert ein Lebensgefühl, das auf Emanzipation verzichtet. So zeigt die Model-Castingshow „Catwalk 30+“: Die Würde der Frau ist total antastbar.“